# 역동적 평가
역동적 평가는 교육 및 돕는 직업에서 사용되는 일종의 상호작용적 평가이다. 역동적 평가는 발달심리학자 레프 비고츠키가 수행한 연구의 산물이다. 이것은 다음을 식별한다.
- 학생이 숙달한 개념 (실제 발달 영역)
- 학생이 현재 이해할 수 있거나 비계 설정을 통해 할 수 있는 과제 ( 근접 발달 영역 )
- 학생이 전혀 할 수 없는 개념

역동적 평가 절차는 고도로 상호작용적이고 과정 지향적이다. 교육자, 심리학자, 언어 병리학자들 사이에서 인기를 얻었다. 이는 숙달 기반 측정의 광범위한 대안이지만, 역사적으로 비용이 광범위한 채택을 막아왔다.
구체적인 예를 들자면, 어린이들에게 원의 넓이와 관련된 문제를 풀도록 요청하는 평가를 고려해보자:
1. 아직 넓이나 곱셈의 개념을 접하지 않은 어린이는 비계나 지원 없이도 문제를 풀 수 없을 것이다. (발달 없음)
2. 예를 들어, 관련 개념을 이해하고 있지만 A=πr² 공식을 보지 못했거나 잊어버린 어린이는 공식 시트, 유사한 예제, 또는 이 넓이를 계산하는 방법을 보여주는 그림의 도움으로 문제를 풀 수 있을 것이다. (근접 발달 영역)
3. 문제를 풀 수 있지만 실수를 해서 스스로 오류를 잡지 못한 어린이는 오류가 지적되거나 적어도 자신이 오류를 저질렀다는 것을 알게 되면 문제를 풀 수 있을 것이다. (근접 발달 영역)
4. 이 개념을 숙달한 어린이는 도움 없이 이 문제를 풀 수 있을 것이다. (실제 발달 영역/숙달)

전통적인 평가는 마지막 아이를 문제를 올바르게 푼 것으로 식별하고, 실수하거나 답을 내지 못한 아이들은 점수를 받지 못할 것이다. 역동적 평가는 아이들을 세 가지 다른 범주로 분류할 것이다: 문제를 풀 수 없는 아이들, 도움을 받아 풀 수 있는 아이들, 그리고 독립적으로 풀 수 있는 아이들. 비고츠키의 이론은 근접 발달 영역의 개념이 몇 년 안에 실제 발달 영역으로 이동하기 때문에, 근접 발달 영역의 외곽 한계를 측정하는 것이 실제 발달 영역의 외곽 한계를 측정하는 것보다 아이들의 발달을 더 정확하게 측정한다는 것이다.

## 역사와 이론
비고츠키의 1933년 근접 발달 영역 개념은 아동의 독립적인 문제 해결이 아닌, 적당한 도움을 통한 문제 해결을 사용하여 발달을 측정하자는 제안의 기초가 되었다. 잠재적 발달의 높은 수준과 실제 발달의 낮은 수준 사이의 범위는 근접 발달 영역을 나타낸다. 이 두 지표의 조합은 실제 발달만을 평가하는 것보다 심리적 발달에 대한 더 많은 정보를 제공한다.
발달 영역에 대한 아이디어는 나중에 여러 심리학 및 교육 이론과 실습에서 발전되었다. 특히 학습 및 발달 잠재력 테스트에 중점을 둔 역동적 평가라는 기치 아래 발전되었다 (예를 들어, H. 칼 헤이우드와 루벤 포이어스타인의 작업에서). 역동적 평가는 조셉 캄피오네, 앤 브라운, 그리고 존 D. 브랜스포드의 인지 발달 이론의 최근 수정판과 하워드 가드너와 로버트 스턴버그의 다중 지능 이론에서도 상당한 지지를 받았다.

## 실제 적용
역동적 평가는 심리적 또는 심리교육적 평가에 대한 상호작용적 접근 방식이며, 평가 절차 내에 개입을 포함한다. 예를 들어, 사전 테스트, 개입, 사후 테스트가 있을 수 있다. 이를 통해 평가자는 클라이언트 또는 학생이 개입에 어떻게 반응하는지 결정하고, 학생들을 독립적으로 문제를 해결할 수 있는 그룹, 개입의 도움을 받아 해결할 수 있는 그룹, 전혀 해결할 수 없는 그룹으로 분류할 수 있다. 다양한 내용 영역을 가진 여러 역동적 평가 절차가 있다.
역동적 평가에는 상호작용주의 및 개입주의적 접근 방식이라는 두 가지 주요 접근 방식이 있다. 개입주의적 접근 방식은 샌드위치 및 케이크 형식의 두 가지 형식으로 구현된다.